# Luis Marcelo Sánchez
Luis Marcelo Sánchez (Lima, Provincia de Lima, 29 de septiembre de 1987) es un futbolista peruano. Juega de defensa y actualmente está sin equipo. Tiene 37 años.

## Clubes
| Club                     | País | Año         |
| ------------------------ | ---- | ----------- |
| Coronel Bolognesi        | Perú | 2007-2009   |
| Sport Águila             | Perú | 2009        |
| Cobresol                 | Perú | 2010        |
| ADT                      | Perú | 2011        |
| Simón Rodríguez de Nasca | Perú | 2012        |
| Atlético Minero          | Perú | 2013        |
| Atlético Torino          | Perú | 2014        |
| Atlético Torino          | Perú | 2016 - 2017 |

## Palmarés

### Campeonatos nacionales
| Título          | Club              | País | Año  |
| --------------- | ----------------- | ---- | ---- |
| Torneo Clausura | Coronel Bolognesi | Perú | 2007 |